# Joánisz Jeorjádisz
Joánisz Jeorjádisz (görög nyelv: Ιωάννης Γεωργιάδης) (Görögország, Trípoli 1876. március 29. – 1960. március 14.) olimpiai bajnok görög vívó.
A legelső újkori nyári olimpián, az 1896. évi nyári olimpiai játékokon, Athénban indult vívásban, egy versenyszámban: kardvívásban aranyérmes lett.
Legközelebb olimpián csak a szintén Athénban rendezett 1906. évi nyári olimpiai játékokon indult három vívószámban. Kardvívásban ismét olimpiai bajnok lett. Csapat kardvívásban a németektől kaptak ki, így ezüstérmesek lettek. Csapat párbajvívásban a 4. lettek. Ezt az olimpiát később az Nemzetközi Olimpiai Bizottság nem hivatalossá nyilvánította.
Ezután 18 év szünet következett, míg végül a párizsi 1924. évi nyári olimpiai játékokra visszatért és kettő vívásszámban elindult. Kardvívásban és csapat kardvívásban indult. Érmet nem szerzett.
1912-től professzor volt az Athéni Egyetemen és 1918–1936 között kisebb megszakításokkal a Görög Olimpiai Bizottság tagja volt.